# Picconia (rodzaj owadów)
Picconia – rodzaj muchówek z rodziny rączycowatych (Tachinidae).

## Wybrane gatunki
- P. derisa (Reinhard, 1943)[1]
- P. incurva (Zetterstedt, 1844)